# 下一球，勝利
《下一球，勝利》（英語：Next Goal Wins）是一部2023年美英合拍的運動喜劇劇情片，改編自邁克·布雷特（Mike Brett）和史蒂夫·傑米森（Steve Jamison）的2014年同名紀錄片，講述美属萨摩亚足球代表队被外界認為是世界上最弱的足球隊，荷蘭裔美國籍教練湯瑪斯·隆根帶領他們取得晉級2014年國際足協世界盃的資格。
電影由泰卡·瓦提提執導並與伊恩·莫里斯合作編劇。主演陣容包括麥可·法斯賓達、奧斯卡·凱特力、凱馬納（Kaimana）、大衛·法恩、瑞秋·豪斯、比尤拉·寇爾、威爾·阿奈特與伊麗莎白·摩斯。主要拍攝2019年11月始於火奴魯魯。
《下一球，勝利》先在多倫多國際影展上首映，由探照灯影业排定2023年11月17日在美國上映。

## 演員
- 麥可·法斯賓達飾演湯瑪斯·隆根（英语：Thomas Rongen）
- 奧斯卡·凱特力（英语：Oscar Kightley）飾演塔維塔（Tavita）
- 凱馬納（Kaimana）飾演乔雅·萨埃卢阿
- 大衛·法恩（英语：David Fane）飾演艾斯（Ace）
- 瑞秋·豪斯（英语：Rachel House (actress)）飾演露絲（Ruth）
- 比尤拉·寇爾（英语：Beulah Koale）飾演達魯·陶穆阿（Daru Taumua）
- 萊希·法萊帕帕蘭吉（Lehi Falepapalangi）飾演皮莎（Pisa）
- 威爾·阿奈特飾演亞力士·馬格努森（Alex Magnussen）
- 伊麗莎白·摩斯飾演蓋爾（Gail）
- 烏利·拉圖克夫（英语：Uli Latukefu）飾演尼基·薩拉普（英语：Nicky Salapu）
- 克里斯·阿洛西奧（Chris Alosio）飾演約拿（Jonah）
- 塞繆·菲利波（Semu Filipo）飾演藍波（Rambo）
- 萊斯·達比（英语：Rhys Darby）飾演里斯·馬林（Rhys Marlin）
- 安格斯·桑普森（英语：Angus Sampson）飾演安格斯·班德爾頓（Angus Bendleton）
- 路克·漢斯沃飾演基斯（Keith）
- 凯特琳·德弗飾演妮可（Nicole）
- 法蘭基·亞當斯飾演法蘭吉帕尼（Frangipani）
- 塔伊加·維迪提飾演美裔薩摩亞牧師

## 發行
2019年8月宣布，福斯探照灯影业批准一部未具體說明的項目，泰卡·瓦提提將在拍攝《雷神索爾：愛與雷霆》前投入編劇和執導。項目後來被媒體揭露為2014年紀錄片《下一球成名》的劇情片改編版。瓦提提、喬納森·卡文迪許和嘉瑞特·巴施擔任監製，安迪·瑟克斯、威爾·田納特（Will Tennant）和凱瑟琳·迪恩（Kathryn Dean）擔任執行製片人。
麥可·法斯賓達2019年9月為參演本片作最後洽談。他在隔月確認出演，伊麗莎白·摩斯也加入洽談。2019年11月，據報導，凱馬納（Kaimana）、奧斯卡·凱特力、大衛·法恩、比尤拉·寇爾、萊希·法萊帕帕蘭吉（Lehi Falepapalangi）、塞繆·菲利波（Semu Filipo）、烏利·拉圖克夫、瑞秋·豪斯、萊斯·達比、安格斯·桑普森、克里斯·阿洛西奧（Chris Alosio）和希莎·格雷（Sisa Gray）加入了演出陣容，摩斯確定參演。2019年12月，艾米·漢默加入演出。
電影2019年11月於火奴魯魯展開主要拍攝，2020年1月殺青。2021年12月，據報導，因2021年1月對漢默提出的虐待指控，威爾·阿奈特將在部分重拍中取代漢默的戲份；漢默角色的戲份起初只是客串，但在阿奈特加入後增加了戲份。
《下一球，勝利》先在多倫多國際影展上首映，2023年11月17日在美國院線上映。此前上映日包括2023年4月21日和2023年9月22日。

## 外部連結
- 互联网电影数据库（IMDb）上《下一球，勝利》的资料（英文）